# 漢森嶺
漢森嶺（英語：Hanson Ridge）是南極洲的山嶺，位於維多利亞地的斯科特海岸，處於斯派克角西北面6公里，以氣象學家命名，現時由南極條約體系管理。

## 外部連結
. . United States Geological Survey.   [2012-05-22].
77°17′S 163°18′E / 77.283°S 163.300°E